# Constantin Simirad
Constantin Simirad (n. 13 mai 1941, Coțușca, România – d. 28 martie 2021, Iași, România) a fost un politician român, membru al Uniunii Naționale pentru Progresul României, fost președinte al Consiliului Județean Iași. Între anii 1992-2003 a îndeplinit funcția de primar al municipiului Iași, fiind numit apoi ca ambasador în Cuba, de către președintele României din acea perioadă, Ion Iliescu.

## Biografie
Constantin Simirad s-a născut în data de 13 mai 1941, în satul Coțușca, județul Dorohoi (astăzi în județul Botoșani), Regatul României. A absolvit cursurile Liceului "Mihail Sadoveanu" (actualul Colegiu Național) din Iași și apoi Facultatea de Matematică din cadrul Universității „Al.I. Cuza” din Iași (1965). 
După absolvirea facultății, a lucrat ca profesor de matematică la liceul din Dorohoi în perioada 1965-1968. În anul 1968, a fost angajat ca asistent universitar de matematică la Universitatea Tehnică „Gh. Asachi” din Iași, ajungând până la gradul didactic de conferențiar doctor. 
Între anii 1973-1975, a fost detașat ca profesor la Facultatea de Matematică din Oran (Algeria). În anul 1979 a obținut titlul științific de doctor în matematică. 
Constantin Simirad a intrat în politică în anul 1991, înscriindu-se în Partidul Alianței Civice (PAC). În anul 1992 a fost ales ca primar al municipiului Iași, candidând pe listele Convenției Democrate Române (CDR). A fost instalat oficial în această funcție la 22 iunie 1992. A fost reales ca primar la alegerile din 1996 (din primul tur cu 71% din voturi), candidând tot pe listele CDR.
În anul 1998, după demisia din PAC, a înființat și a devenit liderul Partidului Moldovenilor, pe listele căruia a fost reales ca primar la alegerile locale din 2000.
În anul 2002, în urma fuziunii dintre Partidul Moldovenilor și Partidul Social Democrat (PSD), devine vicepreședinte al PSD.
La data de 28 noiembrie 2003, Simirad a fost numit prin decret prezidențial în funcția de Ambasador Extraordinar și Plenipotențiar la Ambasada României din Cuba. A deținut această funcție până în decembrie 2006, când și-a înaintat demisia și a revenit în România, unde a fost pensionat. 
La 28 martie 2008, Comitetul Executiv al PSD Iași l-a desemnat pe fostul primar Constantin Simirad drept candidat la conducerea Consiliului Județean Iași . În urma alegerilor locale din 1 iunie 2008, Constantin Simirad a fost ales în funcția de președinte al Consiliului Județean Iași, obținând 36,50% din totalul voturilor valid exprimate .
A fost exclus din PSD în septembrie 2009, după ce a declarat că-l va susține în campania pentru alegerile prezidențiale pe președintele Traian Băsescu și s-a alăturat lui Gheorghe Flutur, lider PDL, pentru a se ocupa de campania electorală din Moldova.
În martie 2012, UNPR a anunțat că Simirad va candida pentru un nou mandat de președinte al Consiliului Județean Iași, sub sigla Uniunii, în tandem cu Tudor Ciuhodaru, care va candida pentru primăria municipiului Iași.
A decedat în data de 28 martie 2021, la Iași, în urma infectării cu COVID-19. A fost înmormântat pe data de 3 aprilie 2021 la Cimitirul Eternitatea din Iași.

## Distincții obținute
Constantin Simirad a deținut funcțiile de membru al Societății Americane de Matematică, membru în Adunarea Națională Bisericească, membru în Consiliul Eparhial al Iașilor și președinte al Fundației Ecologice multinaționale "Prietenii Prutului". În perioada cât a fost primar, el a deținut și funcția de membru al Delegației Române la Congresul Puterilor Locale și regionale din Europa și de vicepreședinte al Grupului Parlamentar al Democrațiilor Europene în Consiliul Europei.
Ca o recunoaștere a meritelor sale, i-au fost conferite următoare distincții: Medalia de aur a Asociației Primarilor din Franța, Medalia Crucea Moldavă a Mitropoliei Moldovei și Bucovinei, Premiul Steaua de aur acordat de Comisia Europeană pentru deschidere și cooperare europeană (Finlanda, iunie 2000), Medalia Sf. Andrei oferită de Sanctitatea Sa Bartolomeu I - Patriarhul Constantinopolului, Medalia Golden Jubilee oferită de Regina Elisabeta a II-a a Marii Britanii (2002. Medalia Regele Mihai I pentru Loialitate acordata de Regele Mihai I al Romaniei (2009).
El deține titlurile de “Doctor Honoris Causa” acordat de World Academy of Arts and Culture, Diploma de Onoare și Titlul de Ctitor al Universității de Arte „George Enescu” din Iași, Cetățean de Onoare al Municipiului Iași și de Cetățean de Onoare al orașului Mobile, Alabama, SUA.

## Activitate publicistică
Constantin Simirad a publicat numeroase articole în domeniul matematicii, atât în România cât și în alte țări. Este autorul unui "Curs de ecuații diferențiale pentru studenți" (Editura Moldova, Iași, 1994). Înainte a fi primar, a colaborat la revistele "Convorbiri literare", "Cronica română", "Cronica" etc.
Săptămânal, a publicat în perioada cât a fost primar seria de articole grupate sub titlul de “Tableta primarului” în cele mai importante ziare locale: Monitorul, 24:Ore, Evenimentul și Ziarul de Iași, grupaj care a fost sistat în decembrie 2003. Din decembrie 2004 a realizat două rubrici săptămânale la Ziarul de Iași și Evenimentul. De asemenea, a publicat articole la rubrica “Tableta cu ecou” în Revista Națională de Administrație Publică.
De asemenea, a publicat mai multe volume de proză scurtă: 
- Audiențe în aer liber (2 vol., Ed. Polirom, Iași, 2000) - proză scurtă;
- Bordura de ipsos (Ed. Polirom, Iași, 2001) - roman;
- În umbra zeilor (Ed. Polirom, Iași, 2001) - volum de proză scurtă;
- Simfonia vieții (Ed. Trinitas, Iași, 2003) - antologie de articole;
- Arca lui Noe (Ed. Polirom, Iași, 2003) - volum de proză scurtă;
- Izgoniții din rai (Ed. Junimea, Iași, 2005) - cuprinde peste 100 de povestiri care se referă la personaje și întâmplări reale și imaginare din România și Cuba.

A devenit membru al Uniunii Scriitorilor din România și al organismului similar din Republica Moldova.
Constantin Simirad a vorbit limbile franceză (foarte bine), spaniolă și engleză (bine), italiană și rusă (satisfăcător). El a fost căsătorit și are doi copii.